# Musi Banyuasin
Musi Banyuasin ist ein indonesischer Regierungsbezirk (Kabupaten) in der indonesischen Provinz Sumatra Selatan. Ende 2023 leben hier circa 650.000 Menschen. Der Verwaltungszentrum des Kabupaten ist Sekayu, bis ins Jahr 1963 war es Palembang.

## Geografie
Der Regierungsbezirk Musi Banyuasin liegt im Norden von Sumatra Selatan im Binnenland an der Grenze zur Provinz Jambi. Er grenzt im Osten an den Kabupaten Banyuasin, im Süden an Penukal Abab Lematang Ilir und Im Westen an Musi Rawas und Musi Rawas Utara. Im Norden grenzt der Kabupaten Musi Banyuasin an die Provinz Jambi.
Hinsichtlich seiner Territorialfläche belegt der Kabupaten Platz 2 sowohl innerhalb von der Provinz Sumatra Selatan als auch auf der Insel Sumatra (von 120 Kabupaten). Mit 14,13 % des Territoriums der Provinz wird er nur noch vom Kab. Ogan Komering Ilir überboten.
Banyuasin liegt im Tiefland, es werden die Koordinaten zwischen 1° 30′ und 4° 00′ s. Br. sowie zwischen 103° 40′ und 104° 45′ ö. L. belegt.

## Verwaltungsgliederung
Administrativ unterteilt sich der Kabupaten Musi Banyuasin seit 2017 in 15 Distrikte (Kecamatan) mit 240 Dörfern. Im Volkszählungsjahr 2020 hatten davon 13 als Kelurahan einen städtischen Status. Im gleichen Jahr wurden 160.405 Haushalte mit durchschnittlich 4,10 Personen pro Haushalt gezählt.
| Code 1   | Kecamatan Distrikt  | Ibu Kota Verwaltungssitz | Fläche (km²) | Einw. Zensus 2010 2 | Volkszählung 2020 | Volkszählung 2020 | Volkszählung 2020 | Anzahl der Dörfer/Kel. 6 |
| Code 1   | Kecamatan Distrikt  | Ibu Kota Verwaltungssitz | Fläche (km²) | Einw. Zensus 2010 2 | Einw. 3           | 0Dichte 40        | Sex Ratio 5       | Anzahl der Dörfer/Kel. 6 |
| -------- | ------------------- | ------------------------ | ------------ | ------------------- | ----------------- | ----------------- | ----------------- | ------------------------ |
| 16.06.01 | Sekayu              | Serasan Jaya             | 701,60       | 78.637              | 91.117            | 129,9             | 102,95            | 10 / 4                   |
| 16.06.02 | Lais                | Lais                     | 755,53       | 52.353              | 53.456            | 70,8              | 105,68            | 15 / –                   |
| 16.06.03 | Sungai Keruh        | Tebing Bulang            | 330,12       | 40.595              | 23.351            | 70,7              | 106,30            | 10 / –                   |
| 16.06.04 | Batanghari Leko00   | Tanah Abang              | 2.107,79     | 21.156              | 19.670            | 9,3               | 107,73            | 16 / –                   |
| 16.06.05 | Sanga Desa          | Ngulak                   | 317,00       | 30.032              | 33.012            | 104,1             | 105,23            | 17 / 2                   |
| 16.06.06 | Babat Toman         | Babat                    | 1.291,00     | 52.640              | 36.068            | 27,9              | 104,97            | 11 / 2                   |
| 16.06.07 | Sungai Lilin        | Sungai Lilin             | 374,26       | 85.745              | 61.817            | 165,2             | 105,56            | 13 / 2                   |
| 16.06.08 | Keluang             | Keluang                  | 400,57       | 28.342              | 32.735            | 81,7              | 104,03            | 13 / 1                   |
| 16.06.09 | Bayung Lencir       | Bayung Lencir            | 4.847,00     | 112.277             | 75.368            | 15,5              | 110,80            | 21 / 2                   |
| 16.06.10 | Plakat Tinggi       | Sido Rahayu              | 247,00       | 22.043              | 26.743            | 108,3             | 104,15            | 15 / –                   |
| 16.06.11 | Lalan               | Bandar Agung             | 1.031,00     | 37.638              | 39.298            | 38,1              | 111,19            | 27 / –                   |
| 16.06.12 | Tungkal Jaya        | Peninggalan              | 821,00       | –00                 | 49.663            | 60,5              | 108,61            | 16 / –                   |
| 16.06.13 | Lawang Wetan        | Ulak Paceh               | 232,00       | –00                 | 25.082            | 108,1             | 105,24            | 15 / –                   |
| 16.06.14 | Babat Supat         | Babat Banyuasin00        | 511,02       | –00                 | 35.740            | 69,9              | 103,57            | 16 / –                   |
| 16.06.15 | Jirak Jaya          | Jirak                    | 298,88       | –00                 | 19.086            | 63,9              | 109,16            | 12 / –                   |
| 16.06    | Kab. Musi Banyuasin | Kab. Musi Banyuasin      | 14.265,96    | 561.458             | 622.206           | 43,6              | 106,27            | 227 / 13                 |

## Demografie
Hinsichtlich seiner Bevölkerung wird (mit 7,96 % der Provinz) Platz 4 von den 17 Verwaltungseinheiten der 2. Ordnung (Kabupaten/Kota) belegt. Bezogen auf alle 120 Kabupaten auf der Insel Sumatra bedeutet dies Rang 11. Mit seiner Bevölkerungsdichte von 48,6 Einw. je km² rangiert Musi Banyuasin an drittletzter Stelle.
Der Frauenanteil hat sich zwischen den beiden Volkszählungen 2010 und 2020 sowie zum Jahresende nur unwesentlich verändert und auf Werte um die 48,5 Prozent eingepegelt.
| Religion im Jahr 2020 | Religion im Jahr 2020 | Religion im Jahr 2020 | Religion im Jahr 2020 |
| Religion              | Anzahl                | Anteil (%)            | Gebäude               |
| --------------------- | --------------------- | --------------------- | --------------------- |
| Islam                 | 607.961               | 98,34                 | 532 1                 |
| Christen insg.        | 00.7.720 2            | 01,25                 | 023                   |
| Davon:                |                       |                       |                       |
| Protestanten          | 00.6.482              | 01,05                 | 0023                  |
| Katholiken            | 00.1.240              | 00,20                 | 00−                   |
|                       |                       |                       |                       |
| Hindus                | 00.2.558              | 00,41                 | 00014                 |
| Buddhisten            | 00.112                | 00,02                 | 000–                  |
| Sonstige              | 0000.5                |                       | 0001 3–               |

| Jahr  | Gesamt- bevölkerung | Männer   | %      | Frauen   | %      |
| ----- | ------------------- | -------- | ------ | -------- | ------ |
| 02010 | 00561.458           | 0288.450 | 051,38 | 0273.008 | 048,62 |
| 02020 | 00622.206           | 0320.561 | 051,52 | 0301.645 | 048,48 |
| 02023 | 00707.290           | 0362.877 | 051,31 | 0344.413 | 048,69 |

### Soziale Daten 2020
| Merkmal                                                            | Musi Banyuasin | 0Prov. Sumatra Selatan0 |
| ------------------------------------------------------------------ | -------------- | ----------------------- |
| Bevölkerung unterhalb der Armutsgrenze (Tsd.)0                     | 105,38         | 302,58                  |
| Anteil der „armen Bevölkerung“ (indonesisch Penduduk miskin) (%)00 | 016,13         | 15,03                   |
| Arbeitslosenrate (%)                                               | 004,79         | 04,18                   |
| Lebenserwartung bei der Geburt (Jahre)                             | 073,52         | 69,35                   |
| HDI-Index                                                          | 067,69         | 71,40                   |
| Analphabetenrate (in %, 15+ J.)                                    | 001,16         | 01,99                   |
| Anteil der Altersgruppen                                           | 0Real0         | 0Prozentual0            |
| Kinder (<15 J.)                                                    | 0180.2780      | 28,97                   |
| arbeitsfähige Bevölkerung (15–64 J.)                               | 0413.7190      | 66,49                   |
| Rentner und Pensionäre (>65 J.)                                    | 0028.2090      | 04,53                   |

## Geschichte
Musi Banyuasin gehörte zu den sechs Kabupaten (und der Kota Palembang), die 1956 die Provinz Sumatra Selatan durch ein Notstandsgesetz gründeten. Ursprünglich wohl aus 8 Kecamatan bestehend, wuchs die Anzahl der Kecamatan durch Abtrennung aus den vorhandenen und Reorganisation  ständig.
Schließlich wurde im Jahr 2002 elf Kecamatan im Osten des Bezirks abgetrennt und zum neuen Kabupaten Banyuasin vereinigt.
Die zuletzt neugebildeten Kecamatan waren:
- Babat Supat (gebildet aus Teilen des Kec. Babat Toman, Regionalverordnung PERDA 32/2005)
- Keluang (gebildet aus Teilen des Kec. Bayung Lencir, PERDA 32/2005)
- Lais (gebildet aus Teilen des Kec. Sungai Lilin, PERDA 12/2010)
- Sekayu (gebildet aus Teilen des Kec. Bayung Lencir, PERDA 12/2010)
- Sungai Lilin (gebildet aus Teilen des Kec. Babat Toman, PERDA 12/2010)
- Jirak Jaya (gebildet aus Teilen des Kec. Sungai Keruh, PERDA Nr. 14/2017)

### Aktuelle Daten der Bevölkerungsfortschreibung
Nachfolgende Tabelle gibt den Einwohnerstand nach Geschlecht vom Jahresende 2022 und 2023 wieder. Er resultiert aus den Ergebnissen der Fortschreibung durch die örtlichen Zivilregistrierungsbüros (Disdukcapil, indonesisch Dinas Kependudukan dan Pencatatan Sipil) und kann in einer interaktiven Karte abgerufen werden
| Kecamatan             | 31.12.2022 | 31.12.2022 | 31.12.2022 | Fläche km²  | 31.12.2023 | 31.12.2023 | 31.12.2023 | 31.12.2023         | 31.12.2023          |
| Kecamatan             | 0Insg.     | männl.     | weibl.     | Fläche km²  | 0Insg.     | männl.     | weibl.     | Dichte [Einw./km²] | Sex Ratio [M*100/F] |
| --------------------- | ---------- | ---------- | ---------- | ----------- | ---------- | ---------- | ---------- | ------------------ | ------------------- |
| Sekayu                | 97.962     | 49.692     | 48.270     | 729,93      | 99.589     | 50.632     | 48.957     | 136,4              | 103,42              |
| Lais                  | 57.277     | 29.268     | 28.009     | 565,59      | 57.458     | 29.417     | 28.041     | 101,6              | 104,91              |
| Sungai Keruh          | 25.986     | 13.258     | 12.728     | 789,67      | 26.220     | 13.361     | 12.859     | 33,2               | 103,90              |
| Batang Harileko       | 23.753     | 12.426     | 11.327     | 2.296,85    | 24.676     | 12.881     | 11.795     | 10,7               | 109,21              |
| Sanga Desa            | 36.245     | 18.436     | 17.809     | 604,99      | 36.893     | 18.741     | 18.152     | 61,0               | 103,24              |
| Babat Toman           | 40.028     | 20.438     | 19.590     | 368,80      | 41.253     | 20.993     | 20.260     | 111,9              | 103,62              |
| Sungai Lilin          | 66.198     | 33.765     | 32.433     | 412,65      | 67.669     | 34.507     | 33.162     | 164,0              | 104,06              |
| Keluang               | 35.543     | 18.062     | 17.481     | 512,46      | 36.471     | 18.497     | 17.974     | 71,2               | 102,91              |
| Bayung Lencir         | 88.990     | 46.554     | 42.436     | 4.338,86    | 94.767     | 49.663     | 45.104     | 21,8               | 110,11              |
| Plakat Tinggi         | 29.146     | 14.775     | 14.371     | 497,97      | 29.502     | 15.006     | 14.496     | 59,2               | 103,52              |
| Lalan                 | 43.711     | 22.672     | 21.039     | 1.253,40    | 44.524     | 23.057     | 21.467     | 35,5               | 107,41              |
| Tungkal Jaya          | 55.826     | 28.905     | 26.921     | 1.511,26    | 57.725     | 29.904     | 27.821     | 38,2               | 107,49              |
| Lawang Wetan          | 28.651     | 14.637     | 14.014     | 395,79      | 29.065     | 14.836     | 14.229     | 73,4               | 104,27              |
| Babat Supat           | 38.613     | 19.611     | 19.002     | 544,05      | 39.700     | 20.138     | 19.562     | 73,0               | 102,94              |
| Jirak Jaya            | 21.040     | 10.893     | 10.147     |             | 21.778     | 11.244     | 10.534     |                    | 106,74              |
| Kab. Musi Banyuasin00 | 688.969    | 353.392    | 335.577    | 14.822,27 1 | 707.290    | 362.877    | 344.413    | 47,7               | 105,36              |

## Verzeichnis der Kelurahan
Die nachfolgende Liste gibt den Einwohnerstand zum Jahresende 2022 (Semester II/2022) und genau ein Jahr später für alle Kelurahan im Bezirk Musi Banyuasin wieder. Die Einwohnerzahl der 13 Kelurahan stieg innerhalb eines Jahres um 3.120 Einwohner.
Neben der Fläche und den Einwohnerzahlen sind auch deren Zugehörigkeiten zu den fünf Kecamatan aufgeführt, ebenso die errechneten Ergebnisse der Bevölkerungsdichte (in Einw. je km²) sowie des Geschlechterverhältnisses (Sex Ratio). Als erste Spalte ist der Strukturcode des indonesischen Innenministeriums angegeben. Er gibt gleichfalls Aufschluss über die Zugehörigkeit der Dörfer zu den übergeordneten Verwaltungsebenen: Die ersten drei Zahlenpärchen werden durch Punkte getrennt und geben die Provinz, den Regierungsbezirk (Kabupaten) und den Distrikt (Kecamatan) an. Als letztes folgt nach einem weiteren Trennungspunkt der vierstellige „Dorfcode“ – wobei städtisch geprägte Kelurahan immer mit 1 und „normale“ (ländliche) Desa mit einer 2 beginnen. Die Statistikseiten von BPS (Badan Pusat Statistik) verwenden eine andere Nomenklatur, auf die hier nicht näher eingegangen werden soll, da sie nur bei den Volkszählungen Anwendung findet.
Wie bei vorstehender Tabelle entstammen alle Daten der Fortschreibung durch die örtlichen Zivilregistrierungsbüros (Disdukcapil).
| Struktur- code | Kecamatan       | Kelurahan             | Bevölkerung am Jahresende 2022 | Bevölkerung am Jahresende 2022 | Bevölkerung am Jahresende 2022 | Bevölkerung am Jahresende 2022 | Bevölkerung am Jahresende 2023 | Bevölkerung am Jahresende 2023 | Bevölkerung am Jahresende 2023 | Bevölkerung am Jahresende 2023 | Bevölkerung am Jahresende 2023 |
| Struktur- code | Kecamatan       | Kelurahan             | Fläche (km²)                   | Gesamt                         | männlich                       | weiblich                       | Gesamt                         | männlich                       | weiblich                       | Dichte                         | Sex Ratio                      |
| -------------- | --------------- | --------------------- | ------------------------------ | ------------------------------ | ------------------------------ | ------------------------------ | ------------------------------ | ------------------------------ | ------------------------------ | ------------------------------ | ------------------------------ |
| 16.06.01.1009  | Sekayu          | Kayu Ara              | 33,04                          | 11.864                         | 6.021                          | 5.843                          | 12.174                         | 6.173                          | 6.001                          | 368,5                          | 102,87                         |
| 16.06.01.1010  | Sekayu          | Serasan Jaya          | 58,98                          | 12.761                         | 6.400                          | 6.361                          | 13.105                         | 6.588                          | 6.517                          | 222,2                          | 101,09                         |
| 16.06.01.1011  | Sekayu          | Soak Baru             | 17,20                          | 8.923                          | 4.567                          | 4.356                          | 8.958                          | 4.599                          | 4.359                          | 520,8                          | 105,51                         |
| 16.06.01.1012  | Sekayu          | Balai Agung           | 27,20                          | 23.935                         | 12.150                         | 11.785                         | 24.229                         | 12.311                         | 11.918                         | 890,8                          | 103,30                         |
| 16.06.05.1016  | Sanga Desa      | Ngulak I              | 25,84                          | 4.017                          | 2.030                          | 1.987                          | 4.017                          | 2.040                          | 1.977                          | 155,5                          | 103,19                         |
| 16.06.05.1019  | Sanga Desa      | Ngulak                | 4,58                           | 2.153                          | 1.111                          | 1.042                          | 2.150                          | 1.100                          | 1.050                          | 469,4                          | 104,76                         |
| 16.06.06.1038  | Babat Toman     | Babat                 | 14,07                          | 5.941                          | 3.009                          | 2.932                          | 6.217                          | 3.116                          | 3.101                          | 441,9                          | 100,48                         |
| 16.06.06.1039  | Babat Toman     | Mangun Jaya           | 25,51                          | 6.046                          | 3.043                          | 3.003                          | 6.202                          | 3.120                          | 3.082                          | 243,1                          | 101,23                         |
| 16.06.07.1020  | Sungai Lilin    | Sungai Lilin          | 53,59                          | 12.873                         | 6.632                          | 6.241                          | 13.140                         | 6.771                          | 6.369                          | 245,2                          | 106,31                         |
| 16.06.07.1030  | Sungai Lilin    | Sungai Lilin Jaya     | 35,27                          | 5.577                          | 2.847                          | 2.730                          | 5.902                          | 3.006                          | 2.896                          | 167,3                          | 103,80                         |
| 16.06.08.1015  | Keluang         | Keluang               | 185,97                         | 5.688                          | 2.865                          | 2.823                          | 5.910                          | 2.979                          | 2.931                          | 31,8                           | 101,64                         |
| 16.06.09.1016  | Bayung Lencir00 | Bayung Lencir         | 45,51                          | 10.449                         | 5.410                          | 5.039                          | 10.985                         | 5.686                          | 5.299                          | 241,4                          | 107,30                         |
| 16.06.09.1065  | Bayung Lencir00 | Bayung Lencir Indah00 | 44,46                          | 4.247                          | 2.139                          | 2.108                          | 4.605                          | 2.307                          | 2.298                          | 103,6                          | 100,39                         |